# بخش هور (فاریاب)
بخش هور
، یکی از بخش‌های شهرستان فاریاب در استان کرمان ایران است. مرکز این بخش، شهر هورپاسفید است.

## تقسیمات کشوری
- بخش هور
  - دهستان هور
  - دهستان زهمکان

شهر: هورپاسفید

## جمعیت
بر پایه سرشماری عمومی نفوس و مسکن در سال ۱۳۹۵، جمعیت بخش هور برابر با ۱۷٬۰۴۸ نفر بوده‌است.